# PSI-Theorie (Dörner)
Die PSI-Theorie von Dietrich Dörner ist eine Theorie der Absichts- und Handlungsorganisation des Menschen. In der Theorie wird  der Mensch als ein sich selbst regulierendes mechanistisches System beschrieben, wodurch erklärt werden soll, wie und warum sich Menschen so verhalten, wie sie es tun.

## Beschreibung
Die PSI-Theorie führt menschliches Handeln auf eine Reihe von  Informationsverarbeitungsprozessen zurück, wobei sie die wesentlichen psychischen Funktionen wie Wahrnehmung, Denken, Lernen, Emotion, Motivation und Gedächtnis zu erklären versucht.
Die Theorie wird mithilfe von Computersimulationen auf Vollständigkeit und Widerspruchsfreiheit geprüft.

### Grundzüge
Zentral für die Regulation sind die fünf „Kessel“
- Kompetenz
- Bestimmtheit
- Anschlussmotivation
- existentielle Bedürfnisse (Hunger/Durst/Schlaf/körperliche Unversehrtheit/Defäkation)
- Sexualität

die den aktuellen Bedarf darstellen und zu Handlungen motivieren, wobei Kompetenz und Bestimmtheit eine Sonderstellung einnehmen, da sie kognitive Bedürfnisse sind und teilweise von der Befriedigung der übrigen Bedürfnisse abhängen.
Ein Kessel hat einen Ablauf, einen Zulauf und einen Standmesser. Anhand der Bedürfnislage, die der Füllstand des Kessels repräsentiert, kann eine Einstufung des Bedarfs geschaffen werden, der zum Beispiel in einer Gefahrensituation das Bedürfnis, die körperliche Integrität zu erhalten, stärker gewichtet als das Bedürfnis, den Hunger zu stillen.

### Theorie der neuronalen Netze

#### Quad
Ein Quadrupel (kurz Quad) ist die theoretische Neuronenstruktur und der zentrale Baustein eines neuronalen Netzes. Es besteht aus einem Zentralneuron und den vier Randneuronen sub, sur, por und ret.
| Name | Latein | Bedeutung |
| ---- | ------ | --------- |
| sur  | sursum | aufwärts  |
| sub  | sub    | unter     |
| por  | porro  | vorwärts  |
| ret  | retro  | rückwärts |

Die Randneuronen zeigen auf die Zentralneuronen anderer Quads und bilden hierdurch Ketten, die bei verschiedenen Aufgaben, wie zum Beispiel dem Erinnern an ein Ereignis, abgegangen werden können, um zu einer bestimmten Erinnerung zu finden.

#### Schema
„Schemata“ sind die grundlegenden Bausteine unseres Gedächtnisses. Ein Schema ist eine in por- und ret-Richtung verlaufende Aneinanderreihung von Neuronen, welche verschiedenste Formen und Ausprägungen annehmen kann. Sie variieren von relativ einfachen sensorischen Schemata wie dem haptischen Eindruck einer Tasse, von komplexeren Bewegungsmustern wie dem Greifen der Tasse und von ganzen Verhaltensprogrammen, die die Interaktion mit der Umwelt abgespeichert haben, wie zum Beispiel das Greifen, Zum-Mund-Führen und das Trinken der Tasse Kaffee.

#### Netzwerke
Die verschiedenen Schemata sind „im Gedächtnis angehäuft wie Kartoffeln in einer Kiste“ und somit ungeordnet und unflexibel.  Um diese zufällige Anordnung zu systematisieren und sinnvoll nutzbar zu machen, wird ein Netz von aufeinander verweisenden Informationen gebildet. Ein Schema einer Tasse verweist via sub auf untergeordnete Schemata, wie zum Beispiel auf den haptischen, visuellen Eindruck, den auditiven Sinneseindruck des Wortes Tasse als auch auf das Bewegungsmuster, welches das Aussprechen des Wortes ermöglicht, also eine Unterordnung unter ein abstraktes Schema. Ein Schema wie „Tasse“ kann wiederum mehreren anderen Schemata untergeordnet sein, was mit der Fülle der in einem Leben abgespeicherten Erfahrungen ein komplexes System an Querverweisen generiert, welches sich mit jeder neuen Erfahrung, die eingegliedert wird, verändert und neue Strukturen schafft.

### Simulation
Bisherige Simulationen
- PSI[2]
- Mäuse[2]

## Weiterentwicklung
Die Theorie wird vor allem im angewandten Bereich von ehemaligen Mitarbeitern weitergeführt, u. a. von Petra Badke-Schaub an der TU Delft (NL) in der Design Methodology Group, von Harald Schaub im Human Factors Team der IABG, von Stefan Strohschneider im Bereich Interkulturelle Kommunikation an der Uni Jena und von Rüdiger von der Weth an der HTW Dresden.